# Filip Ćwik
Filip Ćwik (ur. 1973 w Szczecinie) – polski fotograf, fotoreporter. Laureat 3 nagrody w konkursie fotografii prasowej World Press Photo. Członek założyciel agencji Napo Images oraz Fundacji Napo.

## Życiorys
W latach 1992–1997 studiował na Uniwersytecie im. Adama Mickiewicza w Poznaniu (kulturoznawstwo), związany z mazowieckim środowiskiem fotograficznym – mieszka, pracuje, tworzy w Warszawie. Od 2017 roku jest współwłaścicielem studia portretu i galerii Studio 810 w Warszawie. Miejsce szczególne w jego twórczości zajmuje fotografia dokumentalna, fotografia portretowa, fotografia prasowa oraz fotografia reportażowa. Jako fotoreporter współpracował z wieloma ogólnopolskimi i regionalnymi czasopismami (m.in. z Gazetą Wyborczą, w latach 2001–2013 z tygodnikiem Newsweek Polska, kierował Działem Foto w dzienniku Polska The Times). W latach 2002–2010 był inicjatorem, współorganizatorem, jurorem konkursu fotografii prasowej Newsreportaż. W 2008 roku był współzałożycielem agencji fotograficznej Napo Images. W latach 2010–2013 był wykładowcą na Uniwersytecie Warszawskim – prowadził zajęcia z fotografii w Instytucie Dziennikarstwa. 
Jest autorem i współautorem wielu wystaw fotograficznych; indywidualnych i zbiorowych – w Polsce i za granicą. Jego fotografie prezentowane na wystawach pokonkursowych – były doceniane akceptacjami, nagrodami i wyróżnieniami (głównie w konkursach fotografii prasowej). W 2011 roku został laureatem 3 nagrody w kategorii Ludzie i wydarzenia (za cykl fotografii przedstawiający żałobę w Polsce po katastrofie pod Smoleńskiem w kwietniu 2010) – w konkursie fotografii prasowej World Press Photo 2010. Jego fotografie były publikowane między innymi w Le Monde, Das Magazine, International Herald Tribune, Newsweek, L'Espresso, Days Japan, Guardian, The Times. 
W 2012 roku otrzymał stypendium Ministerstwa Kultury i Dziedzictwa Narodowego.

## Wystawy indywidualne (wybór)
- 12 twarzy/faces – Galeria PAcamera (Suwałki 2018)
- 12 twarzy/faces – Galeria W-arte (Warszawa 2017)
- Inside/Outside – Galeria W-arte (Warszawa 2017)
- 12 twarzy/faces – Galeria Farbiarnia (Bydgoszcz 2016)
- 12 twarzy/faces – Galeria Pix.house (Poznań 2016)
- Inside/Outside – Galeria Ostrołęka (Ostrołęka 2015)
- Właściwie miłość – Galeria Trafostacja Sztuki (Szczecin 2015
- Inside/Outside – Rynek Galeria (Olsztyn 2014)
- 12 twarzy/faces – Galeria Ostrołęka (Ostrołęka 2013)
- 12 twarzy/faces – Galeria Ratusz (Świdnica 2013)
- 12 twarzy/faces – Galeria Pauza (Kraków 2013)
- 12 twarzy/ faces – OFF (Opole 2012)
- Inside/Outside – Galeria Apteka Sztuki (Warszawa 2011)
- Afganistan – czas próby – Institute of Design (Warszawa 2002)

Źródło

## Wystawy zbiorowe (wybór)
- Portret osobisty – instytut fotografii FORT (Warszawa, Polska 2017)
- Wystawa Bez tytułu – Napo Images (Ostrołęka, Polska 2017)
- Sinking Industry – Galeria POST (Kowno, Litwa 2017)
- Polacy oprócz wojen kulturowych Polski – Jacek E.Giedrojc Gallery (Uniwersytet Harvard, USA 2017)
- National Mourning – World Press Photo (Amsterdam, Holandia 2011)
- Mapping the Flaneur – Newcastle Arts Centre (Wielka Brytania 2011)
- Mapping the Flaneur – Format International Photography Festival (Derby, Wielka Brytania 2011)
- XV Międzynarodowy Konkurs Chopinowski – Festiwal Fotografii (Ostrołęka, Polska 2011)
- Zwiadowcy Eternals – III Festiwal Fotografii (Poznań, Polska 2010)
- Ludzie, wydarzenia, zmiany – Zachęta Narodowa Galeria Sztuki (Warszawa, Polska 2009)
- Sinking Industry – wystawa konkursowa GPP (Polska 2009)
- Eternals scout – wystawa konkursowa GPP (Polska 2009)
- The Last Days premiera – wystawa konkursowa KFP (Polska 2007)
- XV Fryderyk Chopin IPC – BZ WBK Press (Polska 2006)
- Kampania wyborcza Leszka Millera – wystawa konkursowa KFP (Polska 2002)

Źródło

## Publikacje (albumy)
- 12 twarzy/faces (Warszawa 2013)[6][20][9]